# 20. фебруар
20. фебруар је педесет први дан у години у Грегоријанском календару. 314 дана (315 у преступним годинама) остаје у години после овог дана.

## Догађаји
- 1631 — Немачки протестантски кнезови склопили су савез са шведским краљем Густавом II, чиме је и Шведска ушла у Тридесетогодишњи рат (1618—1648).
- 1798 — Француски маршал Луј Александр Бертје је збацио са трона папу Пија VI.
- 1809 — Французи су после дуже опсаде заузели Сарагосу, која је одбила Наполеоновог брата Жозефа за краља Шпаније.
- 1813 — Мануел Белграно је поразио ројалистичку војску Пија де Тристана током битке код Салте.
- 1835 — Чилеански град Консепсион је уништен у земљотресу.
- 1846 — Пољски устаници су подигли устанак у Слободном граду Кракову који је Аустријско царство угушило девет дана касније.
- 1860 — У Новом Саду је изашао први број "Данице", најзначајнијег књижевног часописа српског романтизма, који је покренуо и уређивао Ђорђе Поповић.[1]
- 1938 — Шеф британске дипломатије Ентони Идн поднео је оставку у знак протеста због попустљиве политике премијера Невила Чемберлена према немачком диктатору Адолфу Хитлеру.
- 1942 — Јапанци су у Другом светском рату напали португалски Тимор и острво Бали у Холандској источној Индији.
- 1943 — Отворила се пукотина у кукурузном пољу у мексичкој држави Мичоакан из које је деветогодишњом ерупцијом настао вулкан Парикутин.
- 1962 — После успешних подорбиталних летова с људском посадом, САД су у орбиту око Земље лансирале свемирски брод "Меркјури-Атлас 6", којим је први амерички астронаут Џон Глен три пута облетео око земље. Лет је трајао четири сата, 55 минута и 23 секунде.
- 1967 — Председник Индонезије Ахмет Сукарно предао је сву извршну власт генералу Сухарту, задржавши само "титулу" председника.
- 1979 — У ерупцији индонежанског вулкана Синира живот је изгубило 175 људи.
- 1985 — У Ирској је, и поред жестоког противљења римокатоличке цркве, легализована продаја контрацептивних средстава.
- 1986 — СССР је лансирао први део своје свемирске станице Мир.
- 1986 — Верски сукоби између Хиндуса, муслимана и Сика захватили су Индију, а у три индијске државе заведен је полицијски час.
- 1988 — Аутономна област Нагорно-Карабах је изгласала да се отцепи од Азербејџана и припоји Јерменији, што је изазвало рат за Нагорно-Карабах.
- 1989 — Отпочео је генерални штрајк албанских рудара у руднику Трепча код Приштине, у знак протеста због најављених уставних и политичких промена.
- 1991 — Усвајањем амандмана 99. на Устав, којим је Република Словенија дефинисана као самостална држава, Скупштина Словеније покренула је иницијативу за издвајање из СФР Југославије; влада Хрватске поднела је Сабору допуну Устава по коме у Хрватској важе само закони те републике, чиме је суспендован Устав тадашње СФРЈ.
- 1996 — Зетови ирачког председника Садама Хусеина, генерал Хусеин Камел Хасан и његов брат Садам Камел, вратили су се с породицама у Ирак из шестомесечног избеглиштва у Јордану. Ирачки председник их је помиловао, али су три дана касније обојица убијени.
- 1999 — На Косову, на подручјима Подујева, Ораховца и Суве Реке, појачани су оружани сукоби између српских снага безбедности и припадника организације косовских Албанаца Ослободилачке војске Косова (ОВК).
- 2002 — У највећој железничкој несрећи у Египту погинуло је 373 путника, а 66 је повређено, када је избио пожар у возу на линији Каиро-Луксор.
- 2003 — У пожару који је избио на рок концерту групе Грејт Вајт (Great White) у једном ноћном клубу у Вест Ворику, на острву Роуд (САД), погинуло је 100, а повређено око 200 особа.
- 2006 —
  - У Бечу почели преговори српских и косовских власти о будућем статусу Косова.
- 2021 — Светска телевизијска премијер филма Дара из Јасеновца на програмима РТС-а, РТРС-а и Прве ЦГ.

## Рођења
- 1844 — Лудвиг Болцман, аустријски физичар и филозоф. († 1906)[2]
- 1888 — Жорж Бернанос, француски писац и војник. († 1948)[3]
- 1886 — Бела Кун, мађарски комунистички револуционар и политичар. († 1938)[4]
- 1899 — Раша Плаовић, српски глумац, позоришни редитељ, драматург, теоретичар позоришта и позоришни педагог. († 1977)[5]
- 1902 — Ансел Адамс, амерички фотограф и борац за заштиту животне средине. († 1984)[6]
- 1925 — Роберт Алтман, амерички редитељ, сценариста и продуцент. († 2006)[7]
- 1926 — Ричард Матесон, амерички писац и сценариста. († 2013)[8]
- 1927 — Сидни Поатје, бахамско-амерички глумац, редитељ, продуцент и дипломата. († 2022)[9]
- 1930 — Миодраг Булатовић, српски писац и новинар. († 1991)[10]
- 1940 — Џими Гривс, енглески фудбалер. († 2021)[11]
- 1943 — Мајк Ли, енглески редитељ и сценариста.[12]
- 1946 — Бренда Блетин, енглеска глумица.[13]
- 1951 — Гордон Браун, британски политичар, бивши премијер Уједињеног Краљевства.[14]
- 1954 — Пати Херст, америчка глумица и списатељица.[15]
- 1956 — Љубодраг Димић, српски историчар, редовни професор Филозофског факултета Универзитета у Београду и академик САНУ.[16]
- 1963 — Чарлс Баркли, амерички кошаркаш.[17]
- 1966 — Перица Букић, југословенски и хрватски ватерполиста и политичар.[18]
- 1966 — Синди Крофорд, амерички модел и глумица.[19]
- 1967 — Паул Акола, швајцарски алпски скијаш.[20]
- 1967 — Курт Кобејн, амерички музичар, најпознатији као певач, гитариста и фронтмен групе Nirvana. († 1994)[21]
- 1967 — Ненад Масловар, црногорски фудбалер.[22]
- 1969 — Синиша Михајловић, српски фудбалер и фудбалски тренер. († 2022)[23]
- 1969 — Данис Тановић, босанскохерцеговачки редитељ и сценариста.[24]
- 1971 — Јари Литманен, фински фудбалер.[25]
- 1977 — Стефон Марбери, амерички кошаркаш и кошаркашки тренер.[26]
- 1978 — Матеј Старе, словеначки бициклиста.[27]
- 1980 — Артур Боруц, пољски фудбалски голман.[28]
- 1980 — Душан Ђокић, српски фудбалер.[29]
- 1981 — Тони Хиберт, енглески фудбалер.[30]
- 1985 — Јулија Волкова, руска певачица и глумица, најпознатија као чланица дуа T.A.T.u.[31]
- 1987 — Мајлс Телер, амерички глумац.[32]
- 1988 — Ријана, барбадоска певачица и глумица.[33]
- 1989 — Стефан Стојачић, српски кошаркаш.[34]
- 1990 — Чиро Имобиле, италијански фудбалер.[35]
- 1990 - Пајсије Ђерковић, игуман Цетињског манастира
- 1991 — Сали Руни, ирска књижевница.
- 1993 — Жига Димец, словеначки кошаркаш.[36]
- 1995 — Данијел Аврамовски, македонски фудбалер.[37]
- 1997 — Снежана Богићевић, српска кошаркашица.[38]
- 1997 — Вања Милинковић Савић, српски фудбалски голман.[39]
- 2003 — Оливија Родриго, америчка глумица и певачица.[40]

## Смрти
- 789 — Лав Катански, епископ катански. (рођ. 703. или 709)
- 922 — Теодора, византијска царица.
- 1054 — Јарослав Мудри, велики кнез Кијевске Русије. (рођ. 978)[41]
- 1194 — Танкред Сицилијански, краљ Сицилије. (рођ. 1138)[42]
- 1258 — Ал Мустази, абасидски калиф Багдада. (рођ. 1213)[43]
- 1431 — Папа Мартин V. (рођ. 1369)[44]
- 1458 — Лазар Бранковић, српски деспот и владар. (рођ. отприлике 1421)
- 1513 — Ханс Дански, краљ Данске, Норвешке и титуларни краљ Шведске. (рођ. 1455)[45]
- 1626 — Џон Дауленд, енглески композитор, лаутиста и певач. (рођ. 1563)[46]
- 1733 — Карло Емануел III, краљ Сардиније. (рођ. 1701)[47]
- 1778 — Лаура Баси, италијански научник и прва жена која је званично држала предавања на неком факултету у Европи. (рођ. 1711)[48]
- 1790 — Јосиф II, аустријски цар. (рођ. 1741)[49]
- 1810 — Андреас Хофер, триолски патриота и вођа побуне против Наполеона и Баварске. (рођ. 1767)[50]
- 1896 — Милош Миле Димитријевић, српски правник, политичари председник Матице српске. (рођ. 1824)
- 1907 — Анри Моасан, француски хемичар, добитник Нобелове награде за хемију. (рођ. 1852)[51]
- 1908 — Симо Матавуљ, писац, члан Српске краљевске академије. (рођ. 1852)[52]
- 1920 — Роберт Пири, амерички истраживач и официр. (рођ. 1856)[53]
- 1936 — Макс Шрек, немачки глумац. (рођ. 1879)[54]
- 1968 — Ентони Есквит, британски глумац. (рођ. 1902)[55]
- 1972 — Марија Геперт-Мајер, америчка физичарка немачког порекла, добитница Нобелове награде за физику. (рођ. 1906)[56]
- 1980 — Хуго Крас, немачки генерал. (рођ. 1911)[57]
- 1999 — Сара Кејн, британска књижевница. (рођ. 1971)[58]
- 2001 — Миленко Матицки, књижевник, новинар и уредник „Политике”. (рођ. 1936)[59]
- 2002 — Бранко Станковић, фудбалер и тренер. (рођ. 1921)[60]
- 2005 — Хантер С. Томпсон, амерички новинар и писац. (рођ. 1937)[61]
- 2010 — Александер Хејг, амерички политичар и генерал. (рођ. 1924)[62]
- 2017 — Виталиј Чуркин, великан руске дипломатије. (рођ. 1952)[63]

## Празници и дани сећања
- Српска православна црква слави:
  - Светог Партенија, епископа лампсакијског
  - Преподобног Луку Јеладског
  - Преподобну Мастридију
  - Хиљаду и три мученика у Никомидији